# هيروشي فوشيدا
هيروشي فوشيدا (باليابانية: 鮒子田寛؛ بالكانا: ふしだ ひろし) مواليد 10 مارس 1946 في كيوتو، هو سائق فورملا 1 ياباني سابق بدأ مسيرته الاحترافية سنة 1975. كان أول سباق له هو جائزة هولندا الكبرى 1975. خاض خلال مسيرته 2 سباقات فاز في 0 منها.

## سباقات شارك فيها
- لو مان 24 ساعة
- بطولة العالم للسيارات الرياضية

## روابط خارجية
- هيروشي فوشيدا على موقع DriverDB.com (الإنجليزية)